# Дешайон-Сюр-Сен-Лоран
Дешайо́н-Сюр-Сен-Лора́н (фр. Deschaillons-sur-Saint-Laurent) — муниципалитет в избирательном округе Центральный Квебек в канадской провинции Квебек.

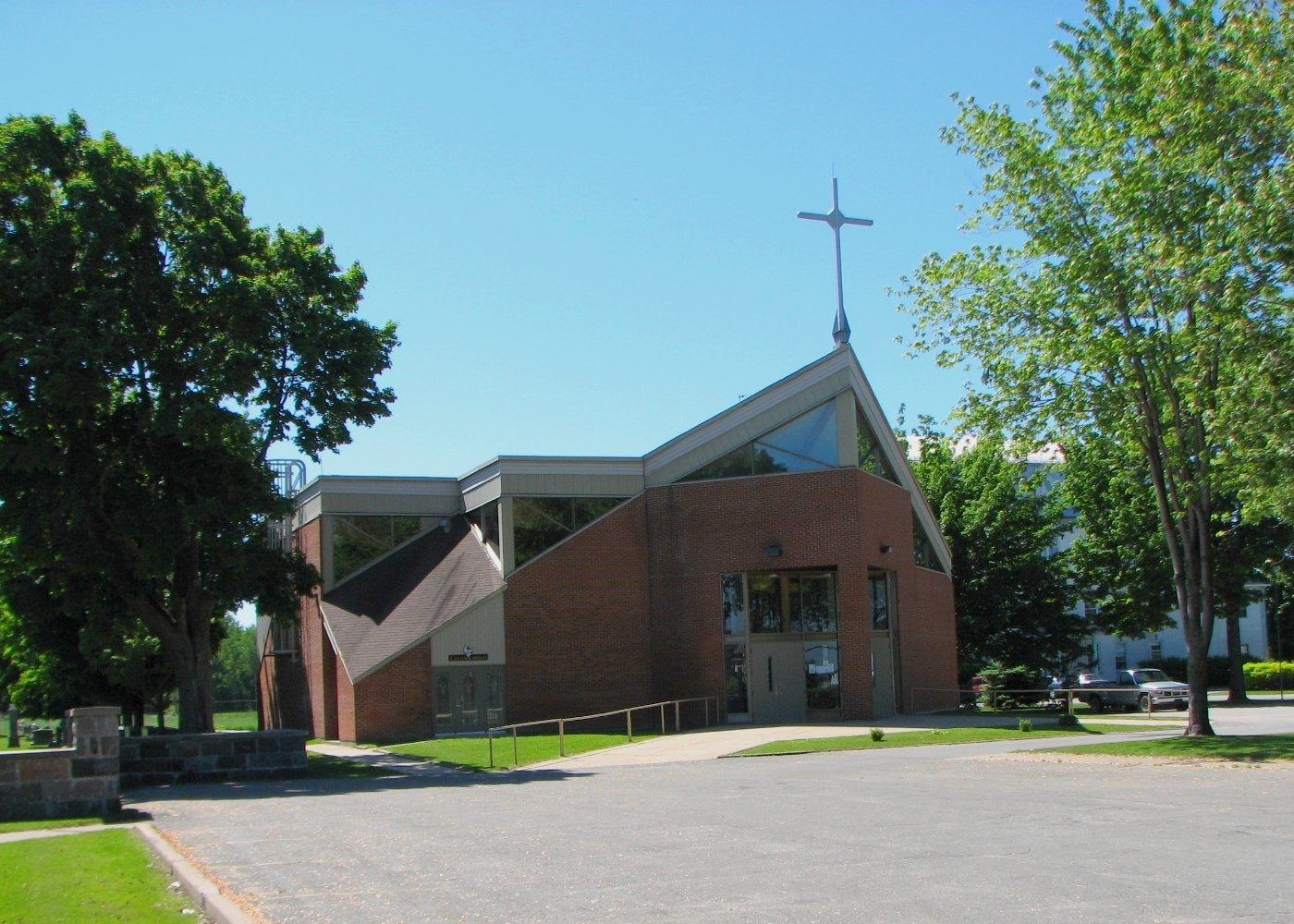
Церковь Иоанна Крестителя в Дешайон-Сюр-Сен-Лоран, построенная в 1986 году после того, как предыдущая была сожжена молнией 1 апреля 1982 года

## Расположение
Дешайон-Сюр-Сен-Лоран находится в туристическом районе Центрального Квебека, в 183 км от Монреаля и в 89 км от города Квебек. Муниципалитет расположена на шоссе 132.

## Наименование
Муниципалитет назван в честь помещика Пьера де Сент-Урс де Л’Эшальон (фр. Pierre de Saint-Ours de L'Éschaillon) в Дофине во Франции.

## Города-побратимы
У Дешайон-Сюр-Сен-Лоран есть город-побратим: Вёре-Воруаз в департаменте Изер, Франция.